# Mirko Stjepan Čović
Mirko Stjepan Čović (Tučepi, 26. prosinca 1908. – Beč, 8. svibnja 1980.), hrvatski katolički svećenik iz reda franjevaca, slavenski filolog, misionar, djelatnik u socijalnoj skrbi i iseljenički književnik i prevoditelj. Pisao je putopise.

## Životopis
Rodio se je u Tučepima. U Tučepima završio osnovnu školu. Maturirao na Franjevačkoj gimnaziji u Sinju. U Makarskoj diplomirao bogosloviju. Pristupio franjevcima 1926. godine. Zaredio se je za svećenika 1932. u Omišu. U Zagrebu i Pragu studirao južnoslavenske književnosti, češki i talijanski jezik. Diplomirao na Sveučilištu u Zagrebu. Poslije studija predavao kao profesor na Franjevačkoj gimnaziji u Sinju. Tijekom drugoga svjetskog rata bio je na poslijediplomskom studiju u Grazu. Ondje je doktorirao iz slavensku filologiju. Budući da ga je to zateklo krajem rata, ostao je u Austriji te se dao na vjersku i socijalnu skrb za izbjeglice. Do smrti je bio misionar za Hrvate u Austriji. Također se je bavio književnim radom. Umro je u Beču 1980. godine.

## Djela
Književne uradke prvo je objavio u franjevačkoj Novoj reviji. Pisao je studije i članke iz područja književnosti, folklora, narodnog pjesništva, kulturne i književne povijesti, vjere i sl. Surađivao i s brojnim inim hrvatskim publikacijama. I u emigraciji je nastavio književno djelovati. Surađivao je u solnogradskom Glasniku Srca Isusova i Marijina gdje je bio urednikom te poznatom hrvatskomu iseljeničkom časopisu Hrvatskoj reviji, gdje je objavio poznati putopisni ulomak sa svojeg putovanja u Rusiju. Osobito se istakao prijevodima.
Preveo je knjige:
- Sveta žrtva (vjersko djelo M. Premrna), Salzburg, 1951.
- Kolumbova kušnja (novela Paule Preradović), Salzburg, 1952.
- Što je Sv. pismo (prijevod; vjersko djelo D. Ropsa), Salzburg, 1959.
- Legenda o kralju Slavcu (prijevod; književno djelo Paule Preradović), Beč, 1972.

Napisao je knjige:
- U domovini Isusa i Marije (putopisi), Salzburg, 1956.
- Fra Ivan Despot. Život i djelo (književna studija), Beč, 1961.
- Naš odgovor sektama (djelo vjerskog sadržaja), Beč, 1974.

Šimun Šito Ćorić uvrstio ga je u svoju antologiju 60 hrvatskih emigrantskih pisaca.